# 皇家交易所 (曼彻斯特)
皇家交易所（Royal Exchange）是英国曼彻斯特市中心的一座II级登录建筑，周围是圣亚拿广场、交易街、市场街、十字街和老银行街。建筑综合体包括皇家交易所剧院和皇家交易所购物中心。

## 历史
曼彻斯特的第一座棉花交易所建于1729年。由于棉花交易的繁荣，1809年在市场街和交易街路口建造第二座交易所，建筑师托马斯·哈里森采用了古典主义风格。交易所在乔治三世诞辰揭幕。1849年交易所又进行了扩建。
Mills & Murgatroyd设计的第三座交易所建造于1867-1874年，整体采用古典主义风格，但西北角为巴洛克风格。1914-1931年间又进行了扩建，成为英国最大的贸易场所，并使曼彻斯特获得“棉花之都”的称号。
皇家交易所在1940年圣诞节的德军大轰炸中严重受损，1968年关闭。1976年9月15日开设皇家交易所剧院。1996年曼彻斯特爆炸案中该建筑再次严重受损。1998年11月30日，修复的皇家交易所剧院由爱德华王子揭幕。

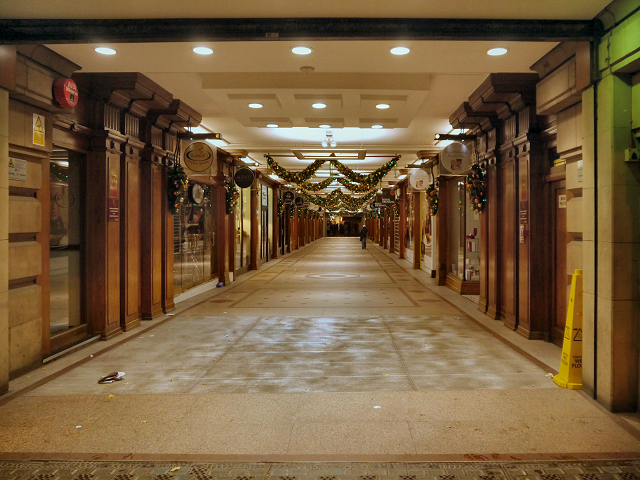
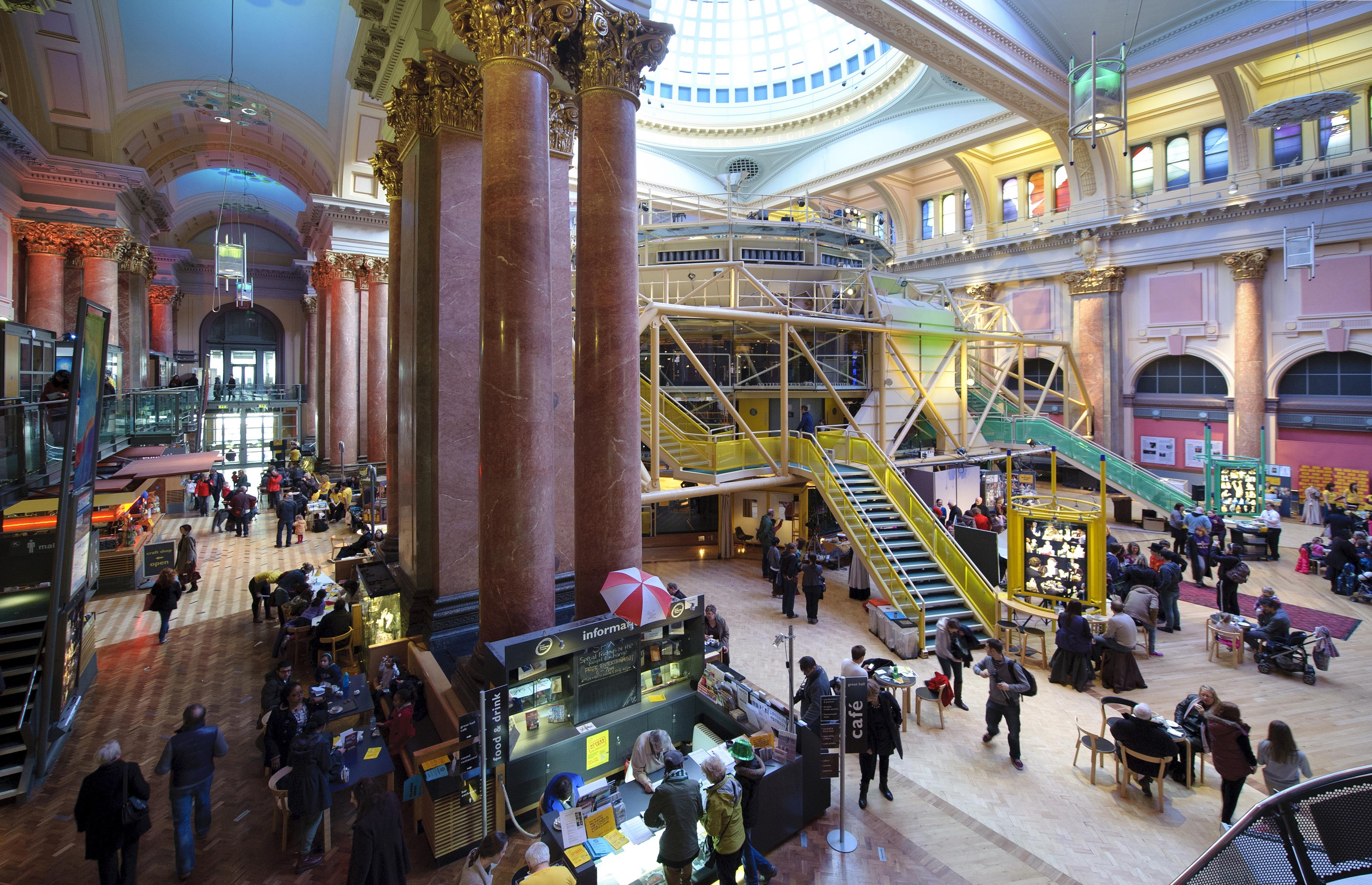
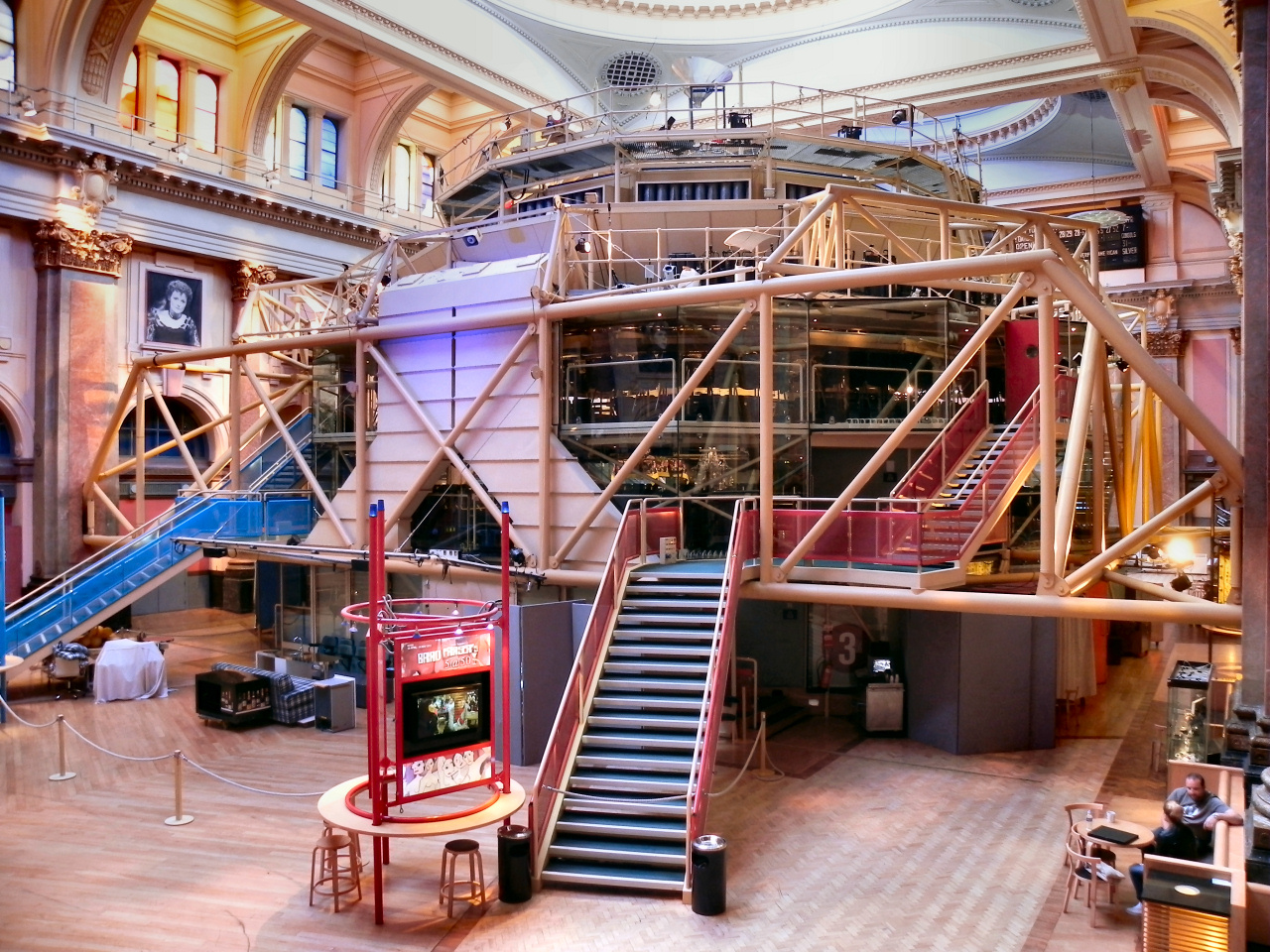